# El abrazo (pareja de enamorados II)
El abrazo (pareja de enamorados II) (en holandés, De Omhelzing (Liefdeespaar II)) es una pintura del pintor expresionista austríaco Egon Schiele de 1917, que mide 100 x 170,2 centímetros. Muestra a una pareja amorosa desnuda, probablemente el artista y su esposa, abrazados. La obra se encuentra en la Galería Belvedere de Viena.

## Contexto
En 1914, el artista se hizo amigo de dos hermanas, Adèle y Edith Harms, que vivían frente a su estudio. Comenzó a cortejar a Edith, dejando claro a los padres que sus intenciones eran honestas. Así, en junio de 1915, Schiele se casó con Edith Harms (1893-1918), una chica educada de buena familia. Al mismo tiempo, fue reclutado para el servicio militar, pero un oficial comprensivo le dio trabajo administrativo cerca de Viena, lo que le permitió continuar pintando e incluso pasar la noche en su estudio.
Artísticamente, el trabajo de Schiele experimentó un cambio sorprendente durante ese período. La sexualidad provocativa en sus obras de años anteriores dio paso a una  serenidad más tranquila. El matrimonio, en particular, parecía haberlo hecho más estable psicológicamente. Su protesta experimental contra los tabúes de la sociedad se desvaneció y tras un período menos productivo en 1916 pintó gran cantidad de desnudos en poses clásicas en 1917 que podrían haber sido concebidos por los profesores de la academia de arte, pero sin cambiar su temperamento y línea expresionista. Die Umarmung (Liebewaar II) ejemplifica este período y generalmente se considera un punto culminante en su obra.

## Imagen
La obra muestra a un hombre y una mujer desnudos y entrelazados en un abrazo. Se cree que es un autorretrato de Schiele con su esposa Edith. Se acuestan sobre una sábana blanca arrugada encima de una colcha amarilla. Junto con el largo cabello ondulado y enredado de la mujer, las ocupadas líneas decorativas subrayan el drama cargado de energía de la pintura. La cabeza de la mujer está girada y su mano sobre el hombro de su pareja con la mano tocando su mejilla. La pose hace referencia a El beso de Gustav Klimt, admirado por Schiele y cuyo trabajo había estudiado muy bien.
La tierna unidad que irradia Die Umarmung significa un cambio con respecto a los dibujos y pinturas anteriores de Schiele, que se caracterizaban por el miedo, el disgusto y la resistencia a los valores sociales. La obra aún refleja su obsesión por la sexualidad, pero irradia más humanidad. Por lo tanto, el historiador del arte Georg Fisher llama a la obra de Schiele "paráfrasis positiva", un signo de aceptación de la vida, en oposición a la "paráfrasis negativa" de muchas de sus obras anteriores. La figura del propio Schiele todavía aparece delgada y distorsionada en la pintura, pero claramente menos que en retratos anteriores. Hay menos aversión. Se invita al espectador a experimentar el concepto de abrazo con todas sus implicaciones físicas y psicológicas. Refleja lo mucho que le gustaba el matrimonio, el amor apasionado por su esposa, pero al mismo tiempo el coito también implica miedo al aislamiento.
Edith Harms murió en 1918, embarazada de seis meses, a causa de la gripe española. Tres días después, Schiele, de 28 años, también murió de la misma enfermedad.

## Galería

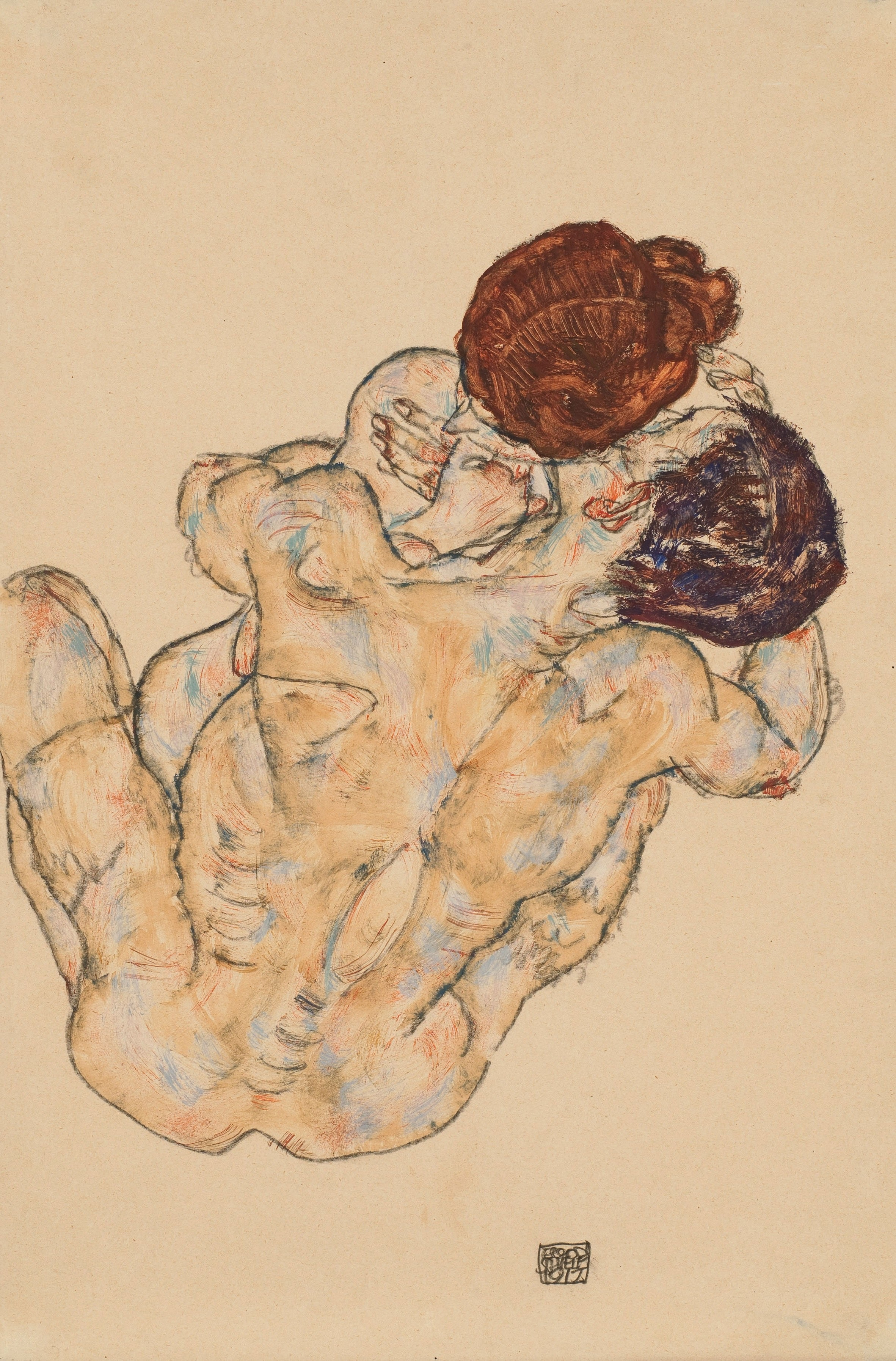
Umarmung (Liesspaar), estudio, 1917.
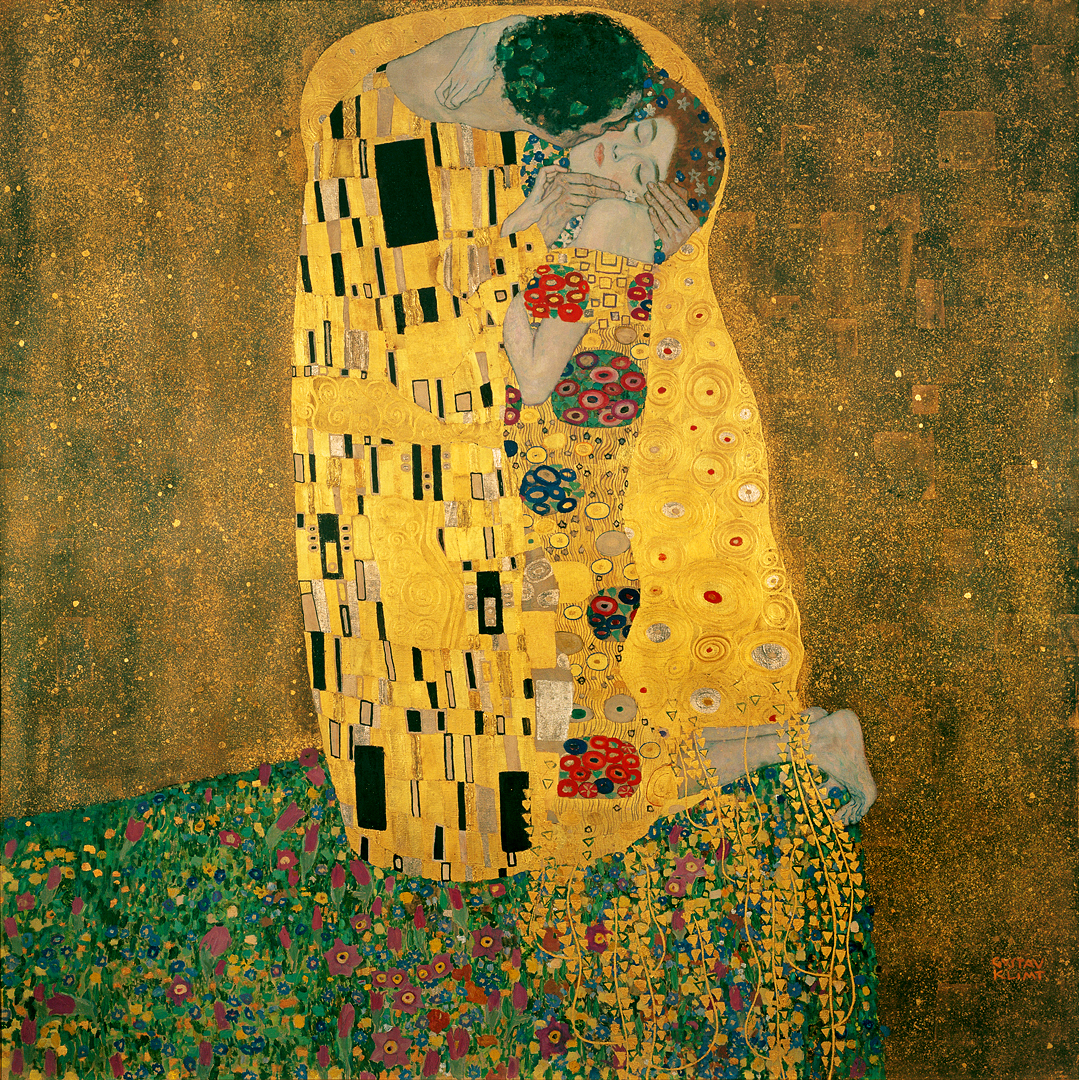
El beso de Gustav Klimt, fuente de inspiración.
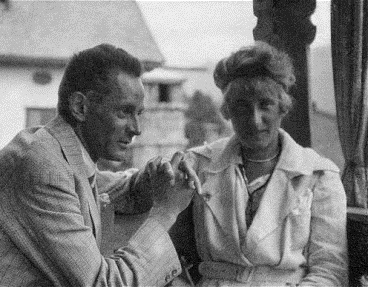
Schiele y Edith Harms en 1918, pocos meses antes del fallecimiento de ambos.